# Волков, Кирилл Владиславович
Кири́лл Владисла́вович Во́лков (род. 3 февраля 2006, Сафоново, Смоленская область) — российский футболист, защитник московского «Локомотива», выступающий на правах аренды за белорусский клуб «Арсенал».

## Клубная карьера
Родился в Сафоново, Смоленская область.
В 2013 году начал заниматься футболом в ФСК «Сафоново». Летом 2016 года перешёл в школу смоленской «Искры». 21 февраля 2018 года перешёл в академию клуба «Красный». 26 марта 2019 года пополнил состав академии московского «Локомотива».
В составе молодёжной команды «Локомотива» стал победителем Молодёжной футбольной лиги 2023.
8 мая 2024 года продлил контракт с «Локомотивом».
29 июля 2025 года на правах аренды присоединился к белорусскому клубу «Арсенал». 4 августа 2024 года в матче чемпионата Беларуси против «Торпедо-БелАЗ» дебютировал в профессиональном футболе.
11 декабря 2024 года по завершению арендного соглашения покинул клуб.
26 марта 2025 года вновь был арендован «Арсеналом».

## Карьера в сборной
В период с 2021 года по 2024 год вызвался в юношеские сборные России, за которые суммарно провёл 25 матчей и не забил голов.
В июне 2025 года был вызван в сборную России (до 20 лет). 4 июня 2025 года в товарищеском матче против сборной Омана (до 23 лет) дебютировал в её составе.

## Статистика выступлений
| Выступление      | Выступление      | Выступление      | Лига | Лига | Кубки | Кубки | Итого | Итого |
| Клуб             | Лига             | Сезон            | Игры | Голы | Игры  | Голы  | Игры  | Голы  |
| ---------------- | ---------------- | ---------------- | ---- | ---- | ----- | ----- | ----- | ----- |
| → Арсенал        | Высшая лига      | 2024             | 14   | 0    | 0     | 0     | 14    | 0     |
| → Арсенал        | Итого            | Итого            | 14   | 0    | 0     | 0     | 14    | 0     |
| → Арсенал        | Высшая лига      | 2025             | 13   | 0    | 2     | 0     | 15    | 0     |
| → Арсенал        | Итого            | Итого            | 13   | 0    | 2     | 0     | 15    | 0     |
| Всего за карьеру | Всего за карьеру | Всего за карьеру | 27   | 0    | 2     | 0     | 29    | 0     |

## Достижения
«Локомотив» (Москва)
- Победитель Молодёжной футбольной лиги: 2023
- Итого : 1 трофей